# Бор, Нильс
Нильс Хе́нрик Дави́д Бор (дат. Niels Henrik David Bohr, датский: [ˈne̝ls ˈpoɐ̯ˀ]; 7 октября 1885, Копенгаген, Дания — 18 ноября 1962, там же) — датский физик-теоретик и общественный деятель, один из создателей квантовой механики. Лауреат Нобелевской премии по физике (1922). Участник Манхэттенского проекта по разработке атомной бомбы.
Внеся вклад в теоретическую физику, Бор известен как создатель первой квантовой теории атома и активный участник разработки основ квантовой механики. Он также внёс значительный вклад в развитие теории атомного ядра и ядерных реакций, процессов взаимодействия элементарных частиц со средой. Бор был научным наставником многих видных физиков из разных стран Европы своего времени (Гейзенберг, Хевеши, Крамерс, Клейн).
Член Датского королевского общества с 1917 года и его президент с 1939 по 1962 год, также состоял в более чем 20 академиях наук мира, в том числе иностранным почётным членом Академии наук СССР (1929; членом-корреспондентом — с 1924). Основал Институт теоретической физики в Копенгагенском университете, теперь известный как Институт Нильса Бора, открывшийся в 1920 году. 
Являлся убеждённым защитником пацифизма, прав человека и демократии, считал нужным противодействовать нацизму любым способом. Интересовался философией науки.

## Обзор жизни и творчества

### Семья. Детство и юность

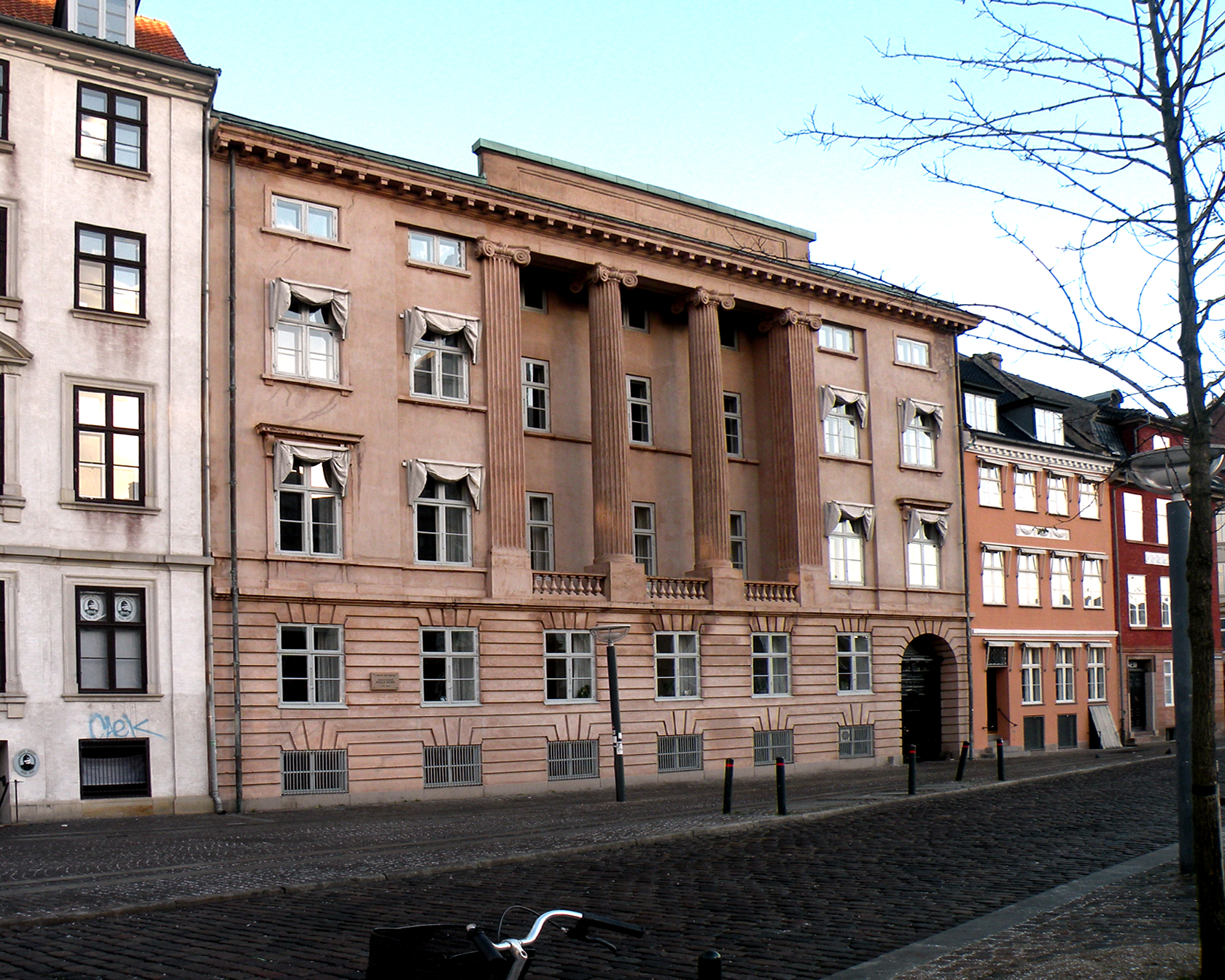
Копенгаген. Дом Давида и Дженни Адлеров (дедушка и бабушка по материнской линии) на Вед Странден, 14, где родился Нильс Бор

Нильс Бор родился в 1885 году в семье профессора физиологии Копенгагенского университета Кристиана Бора (1858—1911), дважды становившегося кандидатом на Нобелевскую премию по физиологии и медицине, и Эллен Адлер (1860—1930), дочери влиятельного и весьма состоятельного еврейского банкира и парламентария-либерала Давида Баруха Адлера (дат. David Baruch Adler; 1826—1878) и Дженни Рафаэль (1830—1902) из британской еврейской банкирской династии Raphael Raphael & sons. Родители Бора поженились в 1881 году.

### Молодость.Теорема Бора — ван Лёвен(1885—1911)
В школе проявлял явную склонность к физике и математике, а также к философии.
В 1903 году Нильс Бор поступил в Копенгагенский университет, где изучал физику, химию, астрономию, математику. Вместе с братом он организовал студенческий философский кружок, на котором его участники поочерёдно выступали с докладами. В университете Нильс Бор выполнил свои первые работы по исследованию колебаний струи жидкости для более точного определения величины поверхностного натяжения воды. Теоретическое исследование в 1906 году было отмечено золотой медалью Датского королевского общества. В последующие годы (1907—1909) оно было дополнено экспериментальными результатами, полученными Бором в физиологической лаборатории отца, и опубликовано по представлению корифеев тогдашней физики Рамзая и Рэлея.
В 1910 году Бор получил степень магистра, а в мае 1911 года защитил докторскую диссертацию по классической электронной теории металлов. В своей диссертационной работе Бор, развивая идеи Лоренца, доказал важную теорему классической статистической механики, согласно которой магнитный момент любой совокупности элементарных электрических зарядов, движущихся по законам классической механики в постоянном магнитном поле, в стационарном состоянии равен нулю. В 1919 году эта теорема была независимо переоткрыта Хендрикой ван Леувен и носит название теоремы Бора — ван Лёвен. Из неё непосредственно следует невозможность объяснения магнитных свойств вещества (в частности, диамагнетизма), оставаясь в рамках классической физики. Это, видимо, стало первым столкновением Бора с ограниченностью классического описания, подводившим его к вопросам квантовой теории.

### Бор в Англии.Модель Бора(1911—1916)
В 1911 году Бор получил стипендию в размере 2500 крон от фонда Карлсберга для стажировки за границей. В сентябре 1911 года он прибыл в Кембриджский университет в Англии, чтобы работать в Кавендишской лаборатории под руководством знаменитого Дж. Дж. Томсона. Бор изучил всего И. Ньютона, увлекался астрономией польских и итальянских учёных — Коперника и Галилея. Однако сотрудничество не сложилось: Томсона не заинтересовал молодой 26-летний датчанин, с ходу указавший на ошибку в одной из его работ и к тому же плохо изъяснявшийся на английском. Впоследствии Бор так вспоминал об этом:

Я был разочарован, Томсона не заинтересовало то, что его вычисления оказались неверными. В этом была и моя вина. Я недостаточно хорошо знал английский и потому не мог объясниться… Томсон был гением, который, на самом деле, указал путь всем… В целом, работать в Кембридже было очень интересно, но это было абсолютно бесполезным занятием.

В итоге в марте 1912 года Бор переехал в Манчестер к Эрнесту Резерфорду, с которым незадолго до того познакомился. В 1911 году Резерфорд по итогам своих опытов опубликовал планетарную модель атома. Бор активно включился в работу по этой тематике, чему способствовали многочисленные обсуждения с работавшим тогда в Манчестере известным химиком Георгом Хевеши и с самим Резерфордом. Исходной идеей было то, что свойства элементов определяются целым числом — атомным номером, в роли которого выступает заряд ядра, который может изменяться в процессах радиоактивного распада. Первым применением резерфордовской модели атома для Бора стало рассмотрение в последние месяцы своего пребывания в Англии процессов взаимодействия альфа- и бета-лучей с веществом. Летом 1912 года Бор вернулся в Данию.
В 1912 году, во время свадебного путешествия, Бор передал Резерфорду свою подготовленную к печати статью «Теория торможения заряженных частиц при их прохождении через вещество» (она была опубликована в начале 1913 года). Вместе с тем было положено начало тесной дружбе семей Боров и Резерфордов. Общение с Резерфордом оставило неизгладимый отпечаток (как в научном, так и в личностном плане) на дальнейшей судьбе Бора, спустя много лет написавшего:

Очень характерным для Резерфорда был благожелательный интерес, который он проявлял ко всем молодым физикам, с которыми ему приходилось долго или коротко иметь дело. <…> для меня Резерфорд стал вторым отцом.

По возвращении в Копенгаген Бор преподавал в университете, в то же время интенсивно работая над квантовой теорией строения атома. Первые результаты содержатся в черновике, посланном Резерфорду ещё в июле 1912 года и носящем название «резерфордовского меморандума». Однако решающие успехи были достигнуты в конце 1912 — начале 1913 года. Ключевым моментом стало знакомство в феврале 1913 года с закономерностями расположения спектральных линий и общим комбинационным принципом для частот излучения атомов. Впоследствии сам Бор говорил:

Как только я увидел формулу Бальмера, весь вопрос стал мне немедленно ясен.

В марте 1913 года Бор послал предварительный вариант статьи Резерфорду, а в апреле съездил на несколько дней в Манчестер для обсуждения своей теории. Итогом проведённой работы стали три части революционной статьи «О строении атомов и молекул», опубликованные в журнале «Philosophical Magazine» в июле, октябре и декабре 1913 года и содержащие квантовую теорию водородоподобного атома. В теории Бора можно выделить два основных компонента: общие утверждения (постулаты) о поведении атомных систем, сохраняющие своё значение и всесторонне проверенные, и конкретная модель строения атома, представляющая в наши дни лишь исторический интерес. Постулаты Бора содержат предположения о существовании стационарных состояний и об излучательных переходах между ними в соответствии с представлениями Планка о квантовании энергии вещества. Модельная теория атома Бора исходит из предположения о возможности описания движения электронов в атоме, находящемся в стационарном состоянии, на основе классической физики, на которое накладываются дополнительные квантовые условия (например, квантование углового момента электрона). Теория Бора сразу же позволила обосновать испускание и поглощение излучения в сериальных спектрах водорода, а также объяснить (с поправкой на приведённую массу электрона) наблюдавшиеся ранее Чарлзом Пикерингом и Альфредом Фаулером водородоподобные спектры с полуцелыми квантовыми числами как принадлежащие ионизированному гелию. Блестящим успехом теории Бора стало теоретическое получение значения постоянной Ридберга.
Работа Бора сразу привлекла внимание физиков и стимулировала бурное развитие квантовых представлений. Его современники по достоинству оценили важный шаг, который сделал датский учёный. Так, в 1936 году Резерфорд писал:

Я считаю первоначальную квантовую теорию спектров, выдвинутую Бором, одной из самых революционных из всех когда-либо созданных в науке; и я не знаю другой теории, которая имела бы больший успех.

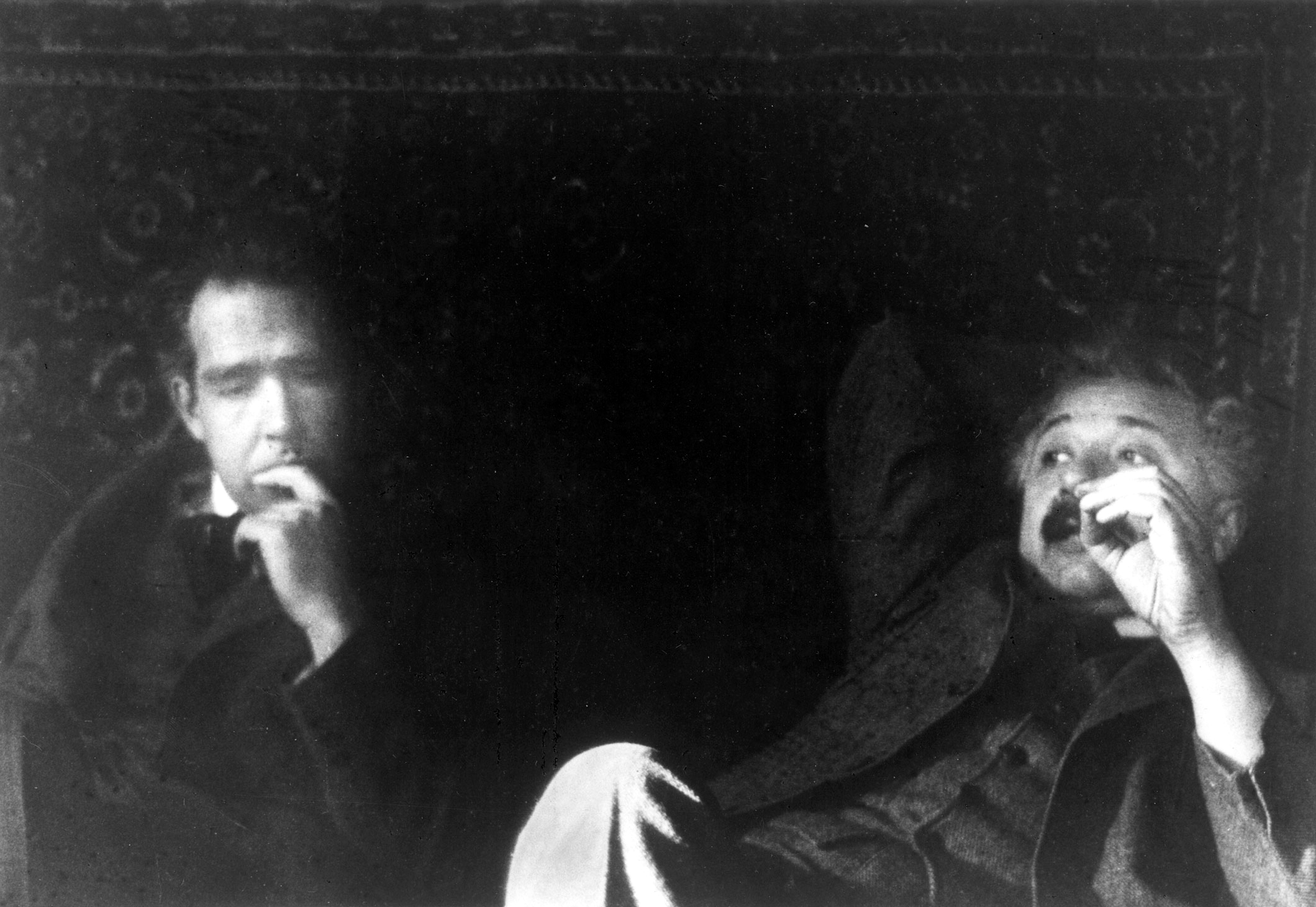
Нильс Бор и Альберт Эйнштейн (вероятно, декабрь 1925)

В 1949 году Альберт Эйнштейн так вспоминал о своих впечатлениях от знакомства с теорией Бора:

Все мои попытки приспособить теоретические основы физики к этим результатам [то есть следствиям закона Планка для излучения чёрного тела] потерпели полную неудачу. Это было так, точно из-под ног ушла земля и нигде не было видно твёрдой почвы, на которой можно было бы строить. Мне всегда казалось чудом, что этой колеблющейся и полной противоречий основы оказалось достаточным, чтобы позволить Бору — человеку с гениальной интуицией и тонким чутьём — найти главные законы спектральных линий и электронных оболочек атомов, включая их значение для химии. Это мне кажется чудом и теперь. Это наивысшая музыкальность в области мысли.

Весной 1914 года Бор был приглашён Резерфордом заменить Чарльза Дарвина, внука знаменитого естествоиспытателя, в качестве лектора по математической физике в Манчестерском университете (Шустеровская школа математической физики). Он оставался в Манчестере с осени 1914 года до лета 1916 года. В это время он пытался распространить свою теорию на многоэлектронные атомы, однако скоро зашёл в тупик. Уже в сентябре 1914 года он писал:

Для систем, состоящих из более чем двух частиц, нет простого соотношения между энергией и числом обращений, и по этой причине соображения, подобные тем, которые я использовал ранее, не могут быть применены для определения «стационарных состояний» системы. Я склонен полагать, что в этой проблеме скрыты очень значительные трудности, которые могут быть преодолены лишь путём отказа от обычных представлений в ещё большей степени, чем это требовалось до сих пор, и что единственной причиной достигнутых успехов является простота рассмотренных систем.

В 1914 году Бор сумел частично объяснить расщепление спектральных линий в эффектах Штарка и Зеемана, однако ему не удалось получить расщепление более чем на два компонента. В этом проявилась ограниченность круговых орбит, рассматриваемых в его теории. Преодолеть её стало возможно лишь после того, как в начале 1916 года Арнольд Зоммерфельд сформулировал обобщённые квантовые условия, ввёл три квантовых числа для орбиты электрона и объяснил тонкую структуру спектральных линий, учтя релятивистские поправки. Бор сразу же занялся коренным пересмотром своих результатов в свете этого нового подхода.

### Дальнейшее развитие модели.Принцип соответствия(1916—1923)
Летом 1916 года Бор окончательно вернулся на родину и возглавил кафедру теоретической физики в Копенгагенском университете. В апреле 1917 года он обратился к датским властям с просьбой о выделении финансов на строительство нового института для себя и своих сотрудников. 3 марта 1921 года, после преодоления множества организационных и административных трудностей, в Копенгагене был наконец открыт Институт теоретической физики, носящий ныне имя своего первого руководителя (институт Нильса Бора).
Несмотря на большую занятость административными делами, Бор продолжал развивать свою модель, пытаясь обобщить её на случай более сложных атомов, например, гелия. В 1918 году в статье «О квантовой теории линейчатых спектров» Бор сформулировал количественно так называемый принцип соответствия, связывающий квантовую теорию с классической физикой. Впервые идея соответствия возникла ещё в 1913 году, когда Бор использовал мысль о том, что переходы между стационарными орбитами с большими квантовыми числами должны давать излучение с частотой, совпадающей с частотой обращения электрона. Начиная с 1918 года, принцип соответствия стал в руках Бора мощным средством для получения новых результатов: он позволил, следуя представлениям о коэффициентах Эйнштейна, определить вероятности переходов и, следовательно, интенсивности спектральных линий; получить правила отбора (в частности, для гармонического осциллятора); дать интерпретацию числу и поляризации компонент штарковского и зеемановского расщеплений. Впоследствии Бор дал чёткую формулировку принципу соответствия:

…"принцип соответствия", согласно которому наличие переходов между стационарными состояниями, сопровождающихся излучением, связано с гармоническими компонентами колебания в движении атома, определяющими в классической теории свойства излучения, испускаемого вследствие движения частицы. Таким образом, по этому принципу, предполагается, что всякий процесс перехода между двумя стационарными состояниями связан с соответствующей гармонической компонентой так, что вероятность наличия перехода зависит от амплитуды колебания, поляризация же излучения обусловлена более детальными свойствами колебания так же, как интенсивность и поляризация излучения в системе волн, испускаемых атомом по классической теории вследствие наличия указанных компонент колебания, определяется амплитудой и другими свойствами последних.

Принцип соответствия сыграл огромную роль и при построении последовательной квантовой механики. Именно из него исходил в 1925 году Вернер Гейзенберг при построении своей матричной механики. В общефилософском смысле этот принцип, связывающий новые знания с достижениями прошлого, является одним из основных методологических принципов современной науки.
В 1921—1923 годах в ряде работ Бору впервые удалось дать на основе своей модели атома, спектроскопических данных и общих соображений о свойствах элементов объяснение периодической системы Менделеева, представив схему заполнения электронных орбит (оболочек, согласно современной терминологии). Правильность интерпретации периодической таблицы была подтверждена открытием в 1922 году нового элемента гафния Дирком Костером и Георгом Хевеши, работавшими в то время в Копенгагене. Как и предсказывал Бор, этот элемент оказался близок по своим свойствам к цирконию, а не к редкоземельным элементам, как думали ранее.
Однако было очевидно, что теория Бора в своей основе содержала внутреннее противоречие, поскольку она механически объединяла классические понятия и законы с квантовыми условиями. Кроме того, она была неполной, недостаточно универсальной, так как не могла быть использована для количественного объяснения всего многообразия явлений атомного мира. Например, Бору совместно с его ассистентом Хендриком Крамерсом так и не удалось решить задачу о движении электронов в атоме гелия (простейшей двухэлектронной системе), которой они занимались с 1916 года. Бор отчётливо понимал ограниченность существующих подходов (так называемой «старой квантовой теории») и необходимость построения теории, основанной на совершенно новых принципах:

…весь подход к проблеме в целом носил ещё в высшей степени полуэмпирический характер, и вскоре стало совершенно ясно, что для исчерпывающего описания физических и химических свойств элементов необходим новый радикальный отход от классической механики, чтобы соединить квантовые постулаты в логически непротиворечивую схему.

### Нобелевская премия
В 1922 году по вкладу в изучение ядерных реакций Бору была присуждена Нобелевская премия по физике «за заслуги в изучении строения атома». В своей лекции «О строении атомов», прочитанной в Стокгольме 11 декабря 1922 года, Бор подвёл итоги десятилетней работы.

### Становление квантовой механики.Принцип дополнительности(1924—1930)

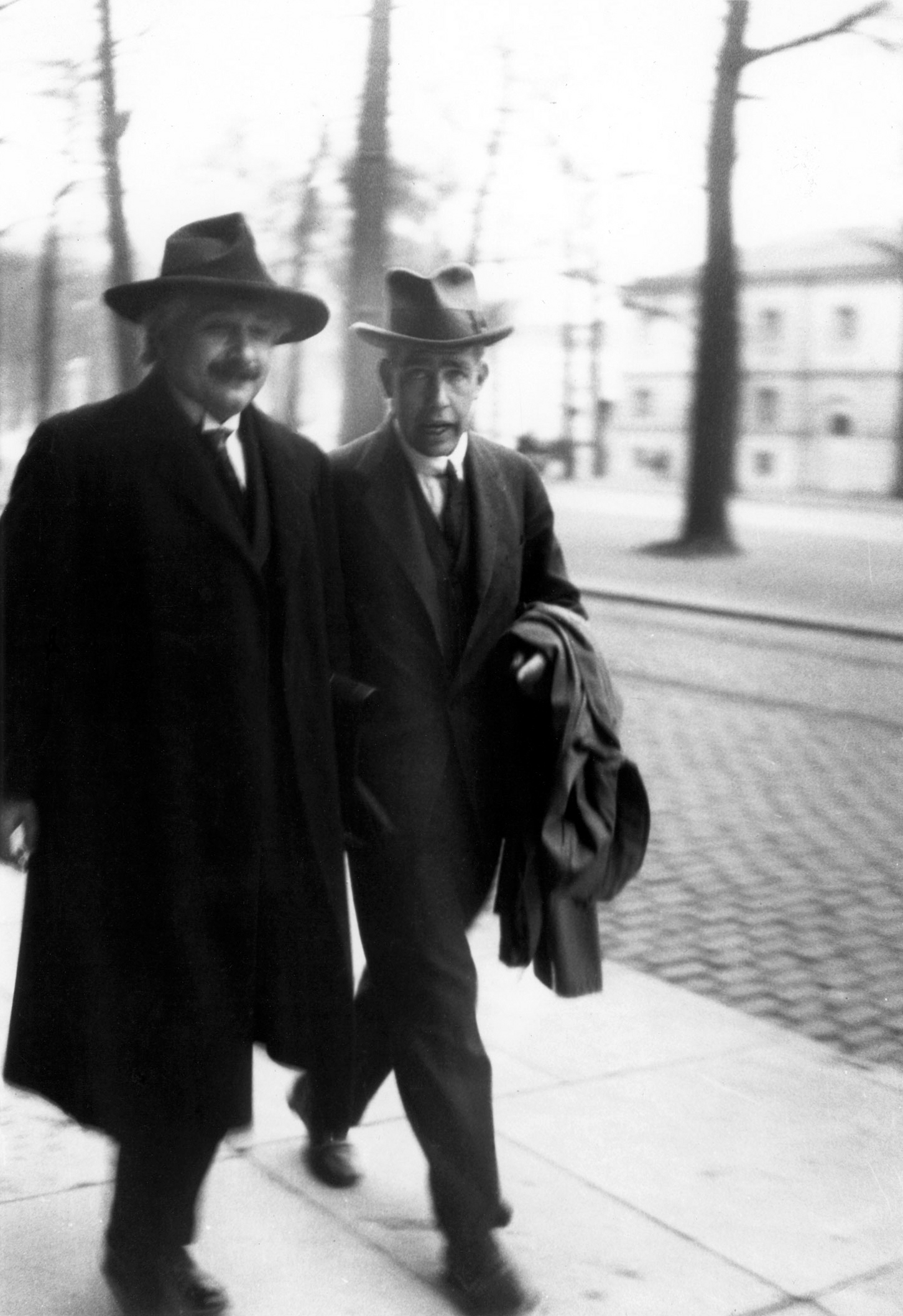
Альберт Эйнштейн и Нильс Бор. Брюссель (1930)

Новой теорией стала квантовая механика, которая была создана в 1925—1927 годах в работах Вернера Гейзенберга, Эрвина Шрёдингера, Макса Борна, Поля Дирака. Вместе с тем, основные идеи квантовой механики, несмотря на её формальные успехи, в первые годы оставались во многом неясными. Для полного понимания физических основ квантовой механики было необходимо связать её с опытом, выявить смысл используемых в ней понятий (ибо использование классической терминологии уже не было правомерным), то есть дать интерпретацию её формализма.
Именно над этими вопросами физической интерпретации квантовой механики размышлял в это время Бор. Итогом стала концепция дополнительности, которая была представлена на конгрессе памяти Алессандро Вольты в Комо в сентябре 1927 года. Исходным пунктом в эволюции взглядов Бора стало принятие им в 1925 году дуализма волна — частица. До этого Бор отказывался признавать реальность эйнштейновских квантов света (фотонов), которые было трудно согласовать с принципом соответствия, что вылилось в совместную с Крамерсом и Джоном Слейтером статью, в которой было сделано неожиданное предположение о несохранении энергии и импульса в индивидуальных микроскопических процессах (законы сохранения принимали статистический характер). Однако эти взгляды вскоре были опровергнуты опытами Вальтера Боте и Ханса Гейгера.
Именно корпускулярно-волновой дуализм был положен Бором в основу интерпретации теории. Идея дополнительности, развитая в начале 1927 года во время отпуска в Норвегии, отражает логическое соотношение между двумя способами описания или наборами представлений, которые, хотя и исключают друг друга, оба необходимы для исчерпывающего описания положения дел. Сущность принципа неопределённости состоит в том, что не может возникнуть такой физической ситуации, в которой оба дополнительные аспекта явления проявились бы одновременно и одинаково отчётливо. Иными словами, в микромире нет состояний, в которых объект имел бы одновременно точные динамические характеристики, принадлежащие двум определённым классам, взаимно исключающим друг друга, что находит выражение в соотношении неопределённостей Гейзенберга. Данные измерений объектов микромира, полученные при помощи различных экспериментальных установок, в условиях, когда взаимодействие между измерительным прибором и объектом составляет неотъемлемую часть процесса измерений, находятся в своеобразном дополнительном отношении друг к другу.
Принцип дополнительности лёг в основу так называемой копенгагенской интерпретации квантовой механики и анализа процесса измерения характеристик микрообъектов. Согласно этой интерпретации, заимствованные из классической физики динамические характеристики микрочастицы (её координата, импульс, энергия и др.) вовсе не присущи частице самой по себе. Смысл и определённое значение той или иной характеристики электрона, например, его импульса, раскрываются во взаимосвязи с классическими объектами, для которых эти величины имеют определённый смысл и все одновременно могут иметь определённое значение (такой классический объект условно называется измерительным прибором). Роль принципа дополнительности оказалась столь существенной, что Паули даже предлагал назвать квантовую механику «теорией дополнительности» по аналогии с теорией относительности.
Через месяц после конгресса в Комо, на пятом Сольвеевском конгрессе в Брюсселе, начались знаменитые дискуссии Бора и Эйнштейна об интерпретации квантовой механики. Спор продолжился в 1930 году на шестом конгрессе, где Бор объяснил с позиций квантовой механики парадокс фотонного ящика Эйнштейна, а затем возобновился с новой силой в 1935 году после появления известной работы Эйнштейна, Подольского и Розена о полноте квантовой механики (см. ЭПР-парадокс). Дискуссии не прекращались до самой смерти Эйнштейна, порой принимая ожесточённый характер. Впрочем, участники никогда не переставали относиться друг к другу с огромным уважением, что нашло отражение в словах Эйнштейна, написанных в 1949 году:

Я вижу, что я был … довольно резок, но ведь … ссорятся по-настоящему только братья или близкие друзья.

Хотя Бор так и не сумел убедить Эйнштейна в своей правоте, эти обсуждения и решения многочисленных парадоксов позволили Бору чрезвычайно улучшить ясность своих мыслей и формулировок, углубить понимание квантовой механики:

Урок, который мы из этого извлекли, решительно продвинул нас по пути никогда не кончающейся борьбы за гармонию между содержанием и формой; урок этот показал нам ещё раз, что никакое содержание нельзя уловить без привлечения соответствующей формы, и что всякая форма, как бы ни была она полезна в прошлом, может оказаться слишком узкой для того, чтобы охватить новые результаты.

### Ядерная физика (1930-е годы)

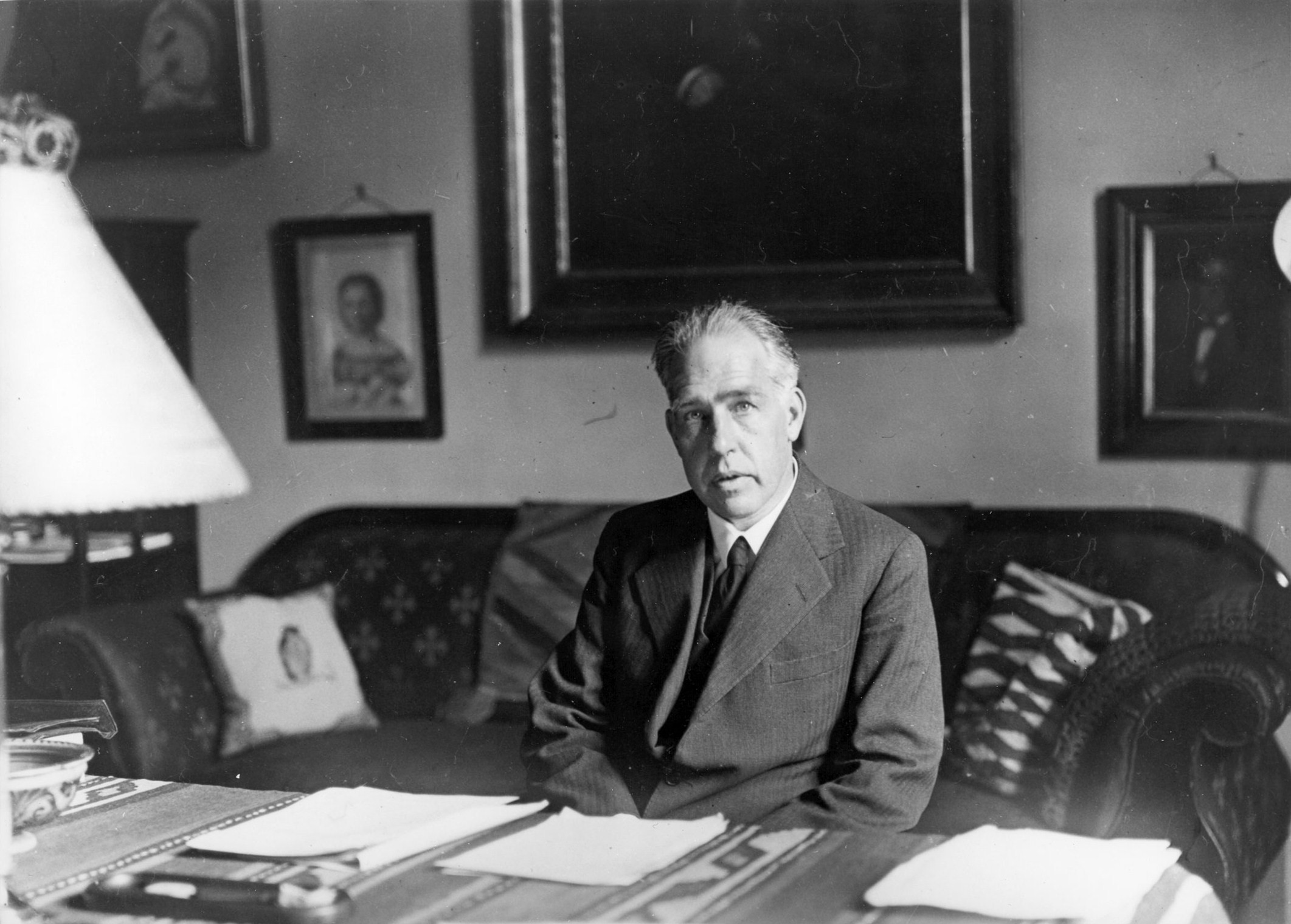
Нильс Бор в личном кабинете (1935)

В 1932 году Бор с семьёй переехал в так называемый «Дом чести», резиденцию самого уважаемого гражданина Дании, выстроенную основателем пивоваренной компании «Карлсберг». Здесь его посещали знаменитости не только научного (например, Резерфорд), но и политического мира (королевская чета Дании, английская королева Елизавета, президенты и премьер-министры различных стран).
В 1930-е годы Бор увлёкся ядерной тематикой, переориентировав на неё свой институт: благодаря своей известности и влиянию он сумел добиться выделения финансирования на строительство у себя в Институте новых установок — циклотрона, ускорителя по модели Кокрофта — Уолтона, ускорителя ван де Граафа. Сам он внёс в это время существенный вклад в теорию строения ядра и ядерных реакций.
В 1936 году Бор, исходя из существования недавно наблюдавшихся нейтронных резонансов, сформулировал фундаментальное для ядерной физики представление о характере протекания ядерных реакций: он предположил существование так называемого составного ядра («компаунд-ядра»), то есть возбуждённого состояния ядра с временем жизни порядка времени движения нейтрона через него. Тогда механизм реакций, не ограничивающийся лишь нейтронными реакциями, включает два этапа: 1) образование составного ядра, 2) его распад. При этом две эти стадии протекают независимо друг от друга, что обусловлено равновесным перераспределением энергии между степенями свободы компаунд-ядра. Это позволило применить статистический подход к описанию поведения ядер, что позволило вычислить сечения ряда реакций, а также интерпретировать распад составного ядра в терминах испарения частиц, создав по предложению Якова Френкеля капельную модель ядра.
Однако такая простая картина имеет место лишь при больших расстояниях между резонансами (уровнями ядра), то есть при малых энергиях возбуждения. Как было показано в 1939 году в совместной работе Бора с Рудольфом Пайерлсом и Георгом Плачеком, при перекрытии резонансов компаунд-ядра равновесие в системе не успевает установиться и две стадии реакции перестают быть независимыми, то есть характер распада промежуточного ядра определяется процессом его формирования. Развитие теории в этом направлении привело к созданию в 1953 году Виктором Вайскопфом, Германом Фешбахом и К. Портером так называемой «оптической модели ядра», описывающей ядерные реакции в широком диапазоне энергий.
Одновременно с представлением о составном ядре Бор (совместно с Ф. Калькаром) предложил рассматривать коллективные движения частиц в ядрах, противопоставив их картине независимых нуклонов. Такие колебательные моды жидкокапельного типа находят отражение в спектроскопических данных (в частности, в мультипольной структуре ядерного излучения). Идеи о поляризуемости и деформациях ядер были положены в основу обобщённой (коллективной) модели ядра, развитой в начале 1950-х годов Оге Бором, Беном Моттельсоном и Джеймсом Рейнуотером.
Велик вклад Бора в объяснение механизма деления ядер, при котором происходит освобождение огромных количеств энергии. Деление было экспериментально обнаружено в конце 1938 года Отто Ганом и Фрицем Штрассманом и верно истолковано Лизой Мейтнер и Отто Фришем во время рождественских каникул. Бор узнал об их идеях от Фриша, работавшего тогда в Копенгагене, перед самым отъездом в США в январе 1939 года. В Принстоне совместно с Джоном Уилером он развил количественную теорию деления ядер, основываясь на модели составного ядра и представлениях о критической деформации ядра, ведущей к его неустойчивости и распаду. Для некоторых ядер эта критическая величина может быть равна нулю, что выражается в распаде ядра при сколь угодно малых деформациях. Теория позволила получить зависимость сечения деления от энергии, совпадающую с экспериментальной. Кроме того, Бору удалось показать, что деление ядер урана-235 вызывается «медленными» (низкоэнергетичными) нейтронами, а урана-238 — быстрыми.

### Противостояние нацизму. Война. Борьба против атомной угрозы (1940—1950)
После прихода к власти в Германии нацистов Бор принял активное участие в устройстве судьбы многих учёных-эмигрантов, которые переехали в Копенгаген. В 1933 году усилиями Нильса Бора, его брата Харальда, директора Института вакцин Торвальда Мадсена и адвоката Альберта Йоргенсена был учреждён специальный Комитет помощи учёным-беженцам.
После оккупации Дании в апреле 1940 года возникла реальная опасность ареста Бора в связи с его полуеврейским происхождением. Тем не менее он решил оставаться в Копенгагене, пока это будет возможно, чтобы гарантировать защиту института и своих сотрудников от посягательств оккупационных властей. В октябре 1941 года Бора посетил Гейзенберг, в то время руководитель нацистского атомного проекта. Между ними состоялся разговор о возможности реализации ядерного оружия, о котором немецкий учёный писал следующим образом:

Копенгаген я посетил осенью 1941 г., по-моему, это было в конце октября. К этому времени мы в «Урановом обществе» в результате экспериментов с ураном и тяжёлой водой пришли к выводу, что возможно построить реактор с использованием урана и тяжёлой воды для получения энергии. <…> В то время мы переоценивали масштаб необходимых технических затрат. <…> При таких обстоятельствах мы думали, что разговор с Бором был бы полезен. Такой разговор состоялся во время вечерней прогулки в районе Ни-Карлсберга. Зная, что Бор находится под надзором германских политических властей и что его отзывы обо мне будут, вероятно, переданы в Германию, я пытался провести этот разговор так, чтобы не подвергать свою жизнь опасности. Беседа, насколько я помню, началась с моего вопроса, должны ли физики в военное время заниматься урановой проблемой, поскольку прогресс в этой области сможет привести к серьёзным последствиям в технике ведения войны. Бор сразу же понял значение этого вопроса, поскольку мне удалось уловить его реакцию лёгкого испуга. Он ответил контрвопросом: «Вы действительно думаете, что деление урана можно использовать для создания оружия?» Я ответил: «В принципе возможно, но это потребовало бы таких невероятных технических усилий, которые, будем надеяться, не удастся осуществить в ходе настоящей войны». Бор был потрясён моим ответом, предполагая, очевидно, что я намереваюсь сообщить ему о том, что Германия сделала огромный прогресс в производстве атомного оружия. Хотя я и пытался после исправить это ошибочное впечатление, мне все же не удалось завоевать доверие Бора…

Таким образом, Гейзенберг намекает, что Бор не понял, что он имел в виду. Однако сам Бор был не согласен с такой трактовкой своей беседы с Гейзенбергом. В 1961 году в разговоре с Аркадием Мигдалом он заявил:

Я понял его отлично. Он предлагал мне сотрудничать с нацистами…

В 2002 году потомки Бора опубликовали неотправленные письма Бора Гейзенбергу, вероятно, написанные в 1957 году. В первом из них Бор пишет, что отлично помнит их разговор, в котором Гейзенберг высказал уверенность в окончательной победе Германии и предложил Бору присоединиться к разработке атомной бомбы.
К осени 1943 года оставаться в Дании стало невозможно, поэтому Бор вместе с сыном Оге был переправлен силами Сопротивления сначала на лодке в Швецию, а оттуда на бомбардировщике в Англию, при этом они едва не погибли. Тётя Бора (старшая сестра его матери) — известный датский педагог Ханна Адлер (1859—1947) — была депортирована в концлагерь, несмотря на 84-летний возраст и правительственную защиту. В Великобритании и США, куда он вскоре переехал, учёный включился в работу над созданием атомной бомбы и участвовал в ней вплоть до июня 1945 года. В США они с сыном носили имена Николас и Джим Бейкер.
Вместе с тем, уже начиная с 1944 года, Бор осознавал всю опасность атомной угрозы. Встреча с премьер-министром Великобритании 16 мая 1944 года не привела к каким-либо результатам. После этого Нильс Бор начал добиваться приёма у президента США Ф. Рузвельта. В своём меморандуме на имя президента Рузвельта (3 июля 1944) он призвал к полному запрещению использования ядерного оружия, к обеспечению строгого международного контроля за ним и, в то же время, к уничтожению всякой монополии на мирное применение атомной энергии. Впоследствии он направил в адрес руководителей США ещё два меморандума — от 24 марта 1945 и от 17 мая 1948 года. Бор пытался донести свои мысли до Черчилля и Рузвельта и при личных встречах с ними, однако безрезультатно. Более того, эта деятельность, а также приглашение приехать на время войны в Советский Союз, полученное от Петра Капицы в начале 1944 года, привели к подозрениям в шпионаже в пользу СССР.
В ноябре 1945 года Бора по заданию советской разведки и по рекомендации П. Капицы посетил советский физик Я. П. Терлецкий, который задал ему ряд вопросов об американском атомном проекте (об атомных реакторах). Бор рассказал лишь то, что к этому моменту было опубликовано в открытых источниках, и сообщил о визите Терлецкого контрразведывательным службам.
В 1950 году Бор опубликовал открытое письмо ООН, настаивая на мирном сотрудничестве и свободном обмене информацией между государствами как залоге построения «открытого мира». В дальнейшем он неоднократно высказывался на эту тему, своим авторитетом подкрепляя призывы к миру и предотвращению угрозы ядерной войны.

### Последние годы
В последние годы Бор занимался в основном общественной деятельностью, выступал с лекциями в различных странах, писал статьи на философские темы. Непосредственно в области физики в 1940—1950-х годах он продолжал заниматься проблемой взаимодействия элементарных частиц со средой. Сам Бор считал принцип дополнительности своим самым ценным вкладом в науку. Он пытался расширить его применение на другие области человеческой деятельности — биологию, психологию, культуру, много размышляя о роли и значении языка в науке и жизни.
Скончался Нильс Бор 18 ноября 1962 года от сердечного приступа. Урна с его прахом находится в семейной могиле на кладбище Ассистенс в Копенгагене.

## Личная жизнь

### Интересы
Бор глубоко интересовался философией. Этому способствовали регулярные визиты коллег и друзей отца — философа Харальда Гёффдинга, физика Кристиана Кристиансена, лингвиста Вильгельма Томсена. Близким другом и одноклассником Бора в этот период был его троюродный брат (по материнской линии), известный в будущем гештальтпсихолог Эдгар Рубин (1886—1951; среди предложенных им оптических иллюзий так называемая ваза Рубина. Рубин привлёк Бора к изучению философии. Бор читал многих философов-мыслителей (особенно ценил экзистенциалиста Сёрена Кьеркегора).
На формирование идей Бора, как он сам признавал, повлияли философско-психологические изыскания Сёрена Кьеркегора, Харальда Гёффдинга и Уильяма Джемса.
Другим увлечением Бора был футбол. Нильс и его брат Харальд (впоследствии ставший известным математиком) выступали за любительский клуб «АБ» (первый — на позиции вратаря, а второй — полузащитника). В дальнейшем Харальд успешно играл в сборной Дании и выиграл в её составе «серебро» на Олимпиаде-1908, где датская команда уступила в финале англичанам.

### Семья
1 августа 1912 года в Копенгагене состоялась свадьба Бора и Маргарет Нёрлунд, сестры близкого друга Харальда — Нильса Эрика Нёрлунда, с которой он познакомился в 1909 году. Во время свадебного путешествия в Англию и Шотландию Бор с супругой посетили Эрнеста Резерфорда в Манчестере.
В 1934 году Бор пережил тяжёлую личную трагедию. Во время плавания на яхте в проливе Каттегат штормовой волной был смыт за борт его старший сын — 19-летний Христиан; обнаружить его так и не удалось. Всего у Нильса и Маргарет было шестеро детей. Один из них, Оге Бор (1922—2009), также стал выдающимся физиком, лауреатом Нобелевской премии (1975). Эрнест Бор (1924—2018) стал хоккеистом на траве.

## Научная школа Бора
Бор создал крупную международную школу физиков и многое сделал для развития сотрудничества между физиками всего мира. С начала 1920-х годов Копенгаген стал «центром притяжения» для наиболее активных физиков: большинство создателей квантовой механики (Гейзенберг, Дирак, Шрёдингер и другие) в то или иное время там работали, их идеи выкристаллизовывались в продолжительных изнурительных беседах с Бором. Большое значение для распространения идей Бора имели его визиты с лекциями в различные страны. Так, большую роль в истории науки сыграли семь лекций, прочитанных Бором в июне 1922 года в Гёттингенском университете (так называемый «Боровский фестиваль»). Именно тогда он познакомился с молодыми физиками Вольфгангом Паули и Вернером Гейзенбергом, учениками Зоммерфельда. Свои впечатления от первой беседы с Бором во время прогулки Гейзенберг выразил следующим образом:

Эта прогулка оказала сильнейшее влияние на моё последующее научное развитие, или, пожалуй, можно сказать лучше, что моё собственно научное развитие только и началось с этой прогулки.

В дальнейшем связь группы Бора с гёттингенской группой, руководимой Максом Борном, не прерывалась и дала множество выдающихся научных результатов. Естественно, весьма сильны были связи Бора с кембриджской группой, которую возглавлял Резерфорд: в Копенгагене в разное время работали Чарльз Дарвин, Поль Дирак, Ральф Фаулер, Дуглас Хартри, Невилл Мотт и другие. В своём институте Бор принимал также советских учёных, многие из которых работали там подолгу. Он неоднократно приезжал в СССР, последний раз в 1961 году.
К школе Нильса Бора можно отнести таких учёных, как Хендрик Крамерс, Оскар Клейн, Лев Ландау, Виктор Вайскопф, Леон Розенфельд, Джон Уилер, Феликс Блох, Оге Бор, Хендрик Казимир, Ёсио Нисина, Кристиан Мёллер, Абрахам Пайс и многих других. Характер научной школы Бора и его взаимоотношений с учениками могут быть прояснены следующим эпизодом. Когда Ландау во время визита Бора в Москву в мае 1961 года спросил у своего наставника: «Каким секретом вы обладали, который позволил вам в такой степени концентрировать вокруг себя творческую теоретическую молодёжь?», тот ответил:

Никакого особого секрета не было, разве только то, что мы не боялись показаться глупыми перед молодёжью.

## Память
- С 1965 года Копенгагенский институт теоретической физики носит название «институт Нильса Бора». После смерти его основателя и бессменного руководителя Институт возглавил Оге Бор (до 1970 г.).
- В 1963 и 1985 годах в Дании были выпущены марки с изображением Нильса Бора.
- 105-й элемент таблицы Менделеева (дубний), открытый в 1970 году, до 1997 года был известен как нильсборий. В этом же году было утверждено название борий для 107-го элемента, открытого в 1981 году.
- Имя Бора носит астероид 3948[англ.], открытый в 1985 году.
- В честь Нильса Бора в 1964 году назван кратер на Луне.
- В 1997 году Джим Оттавиани вместе с художником комиксов Стивом Либером описал и проиллюстрировал известную встречу Нильса Бора и Вернера Гейзенберга во время Второй мировой войны. Этот проект расширился за счёт включения других эпизодов из истории науки и вылился в графический роман «Наука с двумя кулаками» (англ. — Two-Fisted Science).
- В 1997 году Датский национальный банк выпустил в обращение банкноту достоинством 500 крон с изображением Нильса Бора[90].
- В 1998 году опубликована пьеса «Копенгаген» английского драматурга Майкла Фрейна, посвящённая исторической встрече Бора и Гейзенберга.
- Персонаж художественного телесериала «Бомба» (Россия, 2020).
- Персонаж экранизации Кристофера Нолана Оппенгеймер; роль Бора играет британский актёр Кеннет Брана[91].

## Награды
- Медаль Хьюза (1921)
- Медаль и премия Гутри (1922)
- Нобелевская премия по физике (1922)
- Медаль Маттеуччи (1923)
- Силлимановская лекция (1923)
- Медаль Барнарда (1925)
- Медаль Франклина (1926)
- Медаль имени Макса Планка (1930)
- Фарадеевская лекция (1930)
- Медаль Копли (1938)
- Орден Слона (1947)
- Международная золотая медаль Нильса Бора (1955) — в честь Н. Бора была учреждена награда и её первым лауреатом стал сам Бор
- Премия «За мирный атом» (1957)
- Медаль и премия Резерфорда (1958)
- Медаль Гельмгольца (1961)
- Премия Соннинга (1961)
- Почётные учёные степени Кембриджского, Манчестерского, Оксфордского, Эдинбургского, Сорбоннского, Принстонского, Гарвардского университетов, университета Макгилла, Рокфеллеровского центра и др.
- Почётный профессор МГУ (1961)[92].

## Публикации

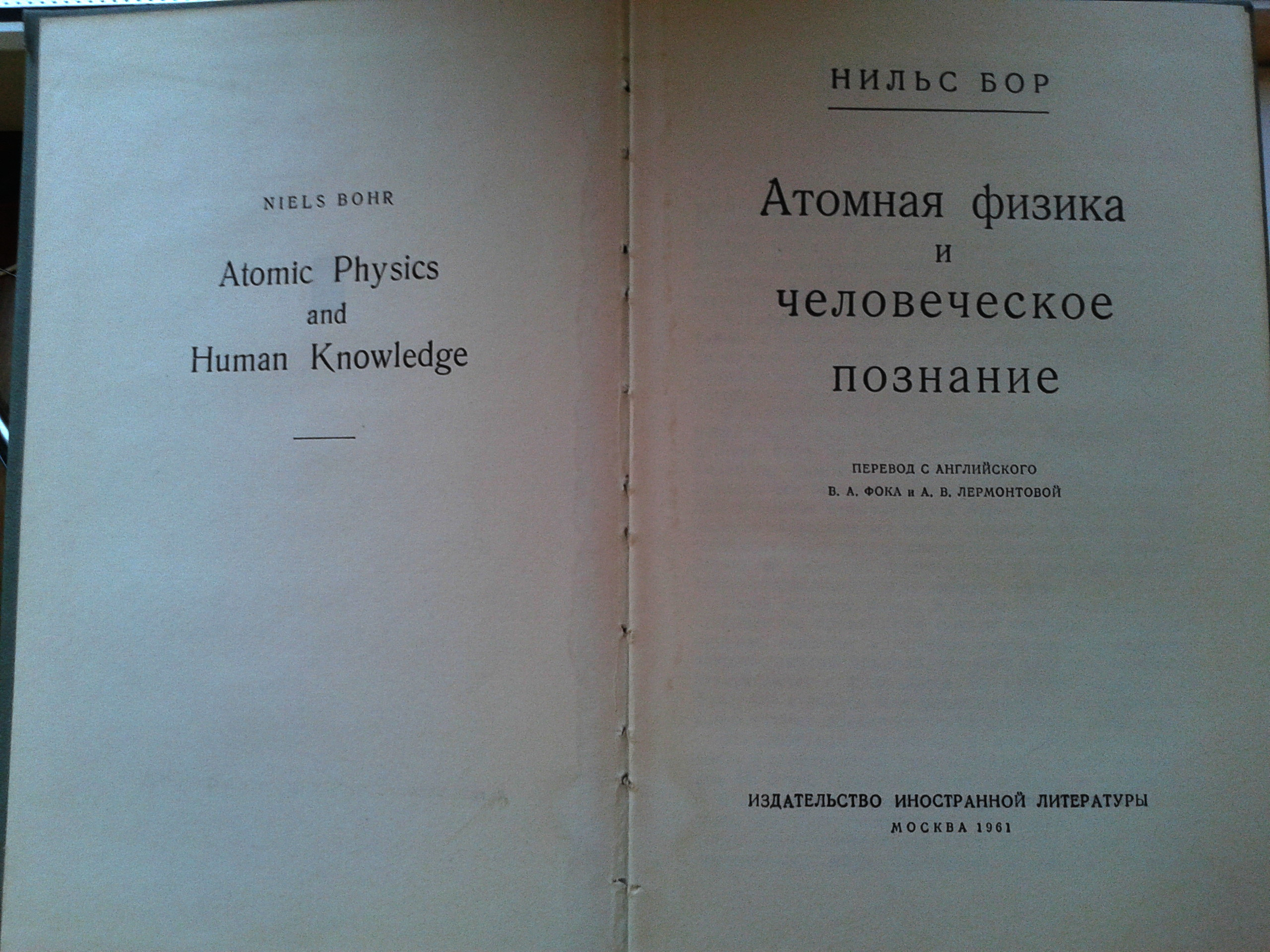
Нильс Бор. Атомная физика и человеческое познание

### Книги
- Бор Н. Атомная физика и человеческое познание. — М.: Изд-во иностр. лит-ры, 1961.
- Бор Н. Избранные научные труды. — В 2 томах. — М.: Наука, 1970—71. Рецензии М. А. Ельяшевича на 1-й том Архивная копия от 1 ноября 2011 на Wayback Machine и на 2-й том Архивная копия от 1 ноября 2011 на Wayback Machine.

### Статьи
- N. Bohr. On the Constitution of Atoms and Molecules, Part I // Philosophical Magazine. — 1913. — Vol. 26. — P. 1—24.
- Н. Бор. О сериальных спектрах элементов // УФН. — 1922. — Т. 3, № 1. — С. 29-64.  — Перевод доклада, прочитанного 27 апреля 1920 года на заседании Немецкого Физического Общества в Берлине и опубликованного в журнале «Zeitschrift für Physik», Bd. 2, p. 423 (1920).
- Н. Бор. О строении атомов // УФН. — 1985. — Т. 3, № 4. — С. 417-448. — Перевод Нобелевского доклада, сделанного 11 декабря 1922 г. в Стокгольме и опубликованного в журнале «Die Naturwissenschaften», Bd. 11, p. 606 (1923).
- Н. Бор. Квантовый постулат и новое развитие атомистики // УФН. — 1928. — Т. 7, № 3. — С. 306—337.  — Перевод статьи, содержащей основные идеи доклада на конгрессе в Комо и опубликованной в журналах «Nature» (Vol. 121, p. 580, 1928) и «Naturwissenschaften» (Bd. 16, p. 245, 1928).
- Н. Бор. Захват нейтрона и строение ядра // УФН. — 1936. — Т. 14, вып. 4, № 4. — С. 425—435.  — Перевод статьи в журнале «Nature», февраль 1936, стр. 19.
- А. Эйнштейн, Б. Подольский, В.А. Фок, Н. Бор, Н. Розен. Можно ли считать, что квантово-механическое описание физической реальности является полным? // УФН. — 1936. — Т. 14, № 4. — С. 436—457. — Перевод статьи в журнале «Physical Review» (Vol. 48, p. 696, 1935), являющейся ответом на работу А. Эйнштейна, Б. Подольского и Н. Розена с тем же названием. В УФН приводятся обе статьи с комментариями В. А. Фока.
- Н. Бор, Ф. Калькар. О превращениях атомных ядер, вызванных столкновениями с материальными частицами // УФН  / Пер. А. В. Лермонтовой под ред. В. А. Фока. — 1938. — Т. 20, № 3. — С. 317—340.
- Н. Бор. Ядерный фотоэффект = Nuclear Photo-effects // Nature 141, 326-327 (19 February 1938) // УФН  / Пер. В. А. Фока. — 1938. — Т. 20, № 3. — С. 341—343.
- Н. Бор. Дискуссии с Эйнштейном о проблемах теории познания в атомной физике = Niels Bohr, Discussion with Einstein on epistemological problems in atomic physics. The Library of Living Philosophers, Albert Einstein: Philosopher — Scientist, p. 201 (1949) // УФН  / Пер. В. А. Фока и А. В. Лермонтовой. — 1958. — Т. 66, № 4. — С. 571—598.  — Работа сопровождается замечаниями Архивная копия от 3 сентября 2011 на Wayback Machine В. А. Фока.
- Н. Бор. О единстве человеческих знаний // УФН  / Пер. В. А. Фока и А. В. Лермонтовой.. — 1962. — Т. 76, № 1. — С. 20—24.  — Речь на Международном конгрессе по фармацевтическим наукам, произнесённая в Копенгагене 29 августа 1960 г.
- Н. Бор. Воспоминания об Э. Резерфорде — основоположнике науки о ядре. Дальнейшее развитие его работ = The Rutherford Memorial Lecture 1958. Reminiscences of the Founder of Nuclear Science and of some Developments Based on his Work // УФН  / Пер. В. А. Угарова. — 1963. — Т. 80, № 2. — С. 215—250.  — Лекция памяти Э. Резерфорда, прочитанная 28 ноября 1958 г. в Лондонском физическом обществе и опубликованная в журнале «Proceedings of Physical Society», Vol. 78, p. 1083 (1961).
- Н. Бор. Сольвеевские конгрессы и развитие квантовой физики = Niels Bolir, The Solvay Meetings and the Development of Quantum Physics // La Theorie Quantique des Champs, Interscience Publishers, New York, 1962 // УФН  / Пер. С. Г. Суворова. — 1967. — Т. 91, № 4. — С. 737—753.  — Перевод послания 12-му Сольвеевскому конгрессу, состоявшемуся в Брюсселе в октябре 1961 г. Работа сопровождается замечаниями Архивная копия от 1 ноября 2011 на Wayback Machine С. Г. Суворова.
- Н. Бор. О действии атомов при соударениях. = Uber die Wirkung von Atomen bei Stossen, Zs. Phys. 34, 142; 154—157 (Nachschrift) (1925) // УФН  / Послесловие в пер. А. М. Френка из т. I «Избранных научных трудов» Н. Бора. — 1977. — Т. 122, № 8. — С. 571—574.
- Н. Бор. Письмо Нильса Бора президенту США Рузвельту (1944) // Успехи физических наук. — Российская академия наук, 1985. — Т. 146, вып. 5. — С. 5—6.
- Н. Бор. Проблема причинности в атомной физике = Воhr N. The Causality Problem in Atomic Physics.— In: New Theories in Physics.— Paris, 1939.— pp. 11—30 // УФН  / Пер. и комм. И. С. Алексеева. — 1985. — Т. 147, № 10. — С. 343—355.  — Перевод доклада на Международном конгрессе физиков в Варшаве в 1938 г.
- Н. Бор. Открытое письмо Организации Объединенных Наций // УФН. — 1985. — Т. 147, № 2. — С. 357—366.  — Перевод письма, отправленного на имя Генерального секретаря ООН 12 июня 1950 года и одновременно опубликованного в журнале «Science», Vol. 112, p. 1—6 (1950). Письмо сопровождается замечаниями Архивная копия от 1 ноября 2011 на Wayback Machine С. Г. Суворова.

### Книги
- Нильс Бор и развитие физики: Сборник статей / Под ред. В. Паули при участии Л. Розенфельда и В. Вайскопфа. — М.: Изд-во иностр. лит-ры, 1958.
- Нильс Бор: Жизнь и творчество: Сборник статей / Составитель У. И. Франкфурт; Отв. ред. Б. Г. Кузнецов. — М.: Наука, 1967. — 344, [2] с. — 31 000 экз. (в пер., суперобл.)
- Мур Р. Нильс Бор — человек и учёный. — М.: Мир, 1969. Рецензия Архивная копия от 3 сентября 2011 на Wayback Machine В. Я. Френкеля в журнале УФН.
- Кляус Е. М., Франкфурт У. И., Френк А. М. Нильс Бор (1885—1962). — М.: Наука, 1977. — 384 с. — (Научно-биографическая серия). — 67 000 экз. (обл.)
- Данин Д. С. Нильс Бор. — М.: Молодая гвардия, 1978. — 556 с. — (Жизнь замечательных людей, вып. 11(581)).
- Данин Д. Труды и дни Нильса Бора. — М.: Знание, 1985. — (Новое в жизни, науке, технике).

### Статьи
- В. А. Белоконь. Нильс Бор в гостях у советских ученых // УФН. — 1962. — Т. 76, № 1. — С. 186—189.
- Статьи в УФН, посвящённые памяти Нильса Бора:
  - И. Тамм. Нильс Бор — великий физик XX века // УФН. — 1963. — Т. 80, № 1. — С. 191—195.
  - Е. Л. Фейнберг. Жизнь и деятельность Нильса Бора // УФН. — 1963. — Т. 80, № 2. — С. 197—205.
  - В. Л. Гинзбург. Памяти Нильса Бора // УФН. — 1963. — Т. 80, № 2. — С. 207—214.
  - М. М. Лебеденко. Нильс Бор о научном сотрудничестве с советскими учеными (из репортажа о пребывании Н. Бора в Дубне) // УФН. — 1963. — Т. 80, № 2. — С. 251—254.
- Хютт В. П. Дополнительность Н. Бора и её методологическое значение // Логика и методология науки. — М.: Наука, 1967.
- Храмов Ю. А. Бор (Bohr) Нильс Хендрик Давид // Физики : Биографический справочник / Под ред. А. И. Ахиезера. — Изд. 2-е, испр. и доп. — М. : Наука, 1983. — С. 39. — 400 с. — 200 000 экз.
- Статьи из номера УФН, посвящённого 100-летию со дня рождения Нильса Бора:
  - С. Т. Беляев, В. Г. Зелевинский. Нильс Бор и физика атомного ядра // УФН. — 1985. — Т. 147, № 10. — С. 210—251.
  - М. А. Ельяшевич. Развитие Нильсом Бором квантовой теории атома и принципа соответствия (Работы Н. Бора 1912—1923 гг. по атомной физике и их значение) // УФН. — 1985. — Т. 147, № 10. — С. 253—301.
  - А. Б. Мигдал. Нильс Бор и квантовая физика // УФН. — 1985. — Т. 147, № 10.
- П. Е. Рубинин. Нильс Бор и Петр Леонидович Капица // УФН. — 1997. — Т. 167, № 1. — С. 101—106.
- А. Пайс. Нильс Бор, человек и его наука // А. Пайс. Гении науки Архивная копия от 18 января 2012 на Wayback Machine. — М.: ИКИ, 2002. — С. 15—44.